# Andando Sobre as Águas
Andando Sobre as Águas é o 16º álbum do grupo de música gospel Renascer Praise. Foi gravado em São Paulo, no Museu do Ipiranga, reunindo cerca de 40 mil pessoas no local. É disco de Ouro, com mais de 100 mil cópias vendidas.

## História

### Gravação
40 mil pessoas foram assistir a gravação do álbum Andando Sobre as Águas, que foi registrado em CD, DVD e Blu-ray, contando com participações especiais de Davi Sacer, André Valadão, DJ Alpiste e a Banda do P.A. Neste álbum contem ritmos que vão do rap até o axé, além de contar, nesta edição, com um coral de 440 vozes e 
70 dançarinos. A faixa-título "Andando Sobre as Águas" foi considerada a Música do ano no Troféu Melhores do Ano.

### Lançamento
O Show de lançamento do CD do Renascer Praise 16, foi dia 28 de Agosto, que lotou o Ginásio do Corinthians. Já o lançamento do DVD foi no Teatro Bradesco, em São Paulo, durante o evento, o grupo recebeu da Sony Music a placa comemorativa do disco de ouro por este álbum.

## Faixas

### CD
1. Poderoso Deus - Participação Especial .Dj Alpiste
2. Som do Louvor - Participação Especial. André Valadão
3. Não Tem Limites
4. Justiça de Deus
5. Eu Não Aceito Ser Mais Um
6. Andando Sobre as Águas
7. Não Haverá Impossíveis - Participação Especial. Davi Sacer
8. Poder da Oração
9. Tempo de Cura
10. Toca Em Mim
11. Fé
12. Há Um Lugar
13. Falando em Mistérios

### DVD
1. Poderoso Deus - Participação Especial .Dj Alpiste
2. Som do Louvor - Participação Especial. André Valadão
3. Não Tem Limites
4. Justiça de Deus
5. És o Senhor - Participação Especial .Dj Alpiste
6. Eu Não Aceito Ser Mais Um
7. Palavra Apóstolica
8. Andando Sobre as Águas
9. Não Haverá Impossíveis - Participação Especial. Davi Sacer
10. Poder da Oração
11. Tempo de Cura
12. Toca Em Mim
13. Fé
14. Há Um Lugar
15. Falando em Mistérios
16. Plano Melhor - Participação Especial. Davi Sacer (Bônus)

### Ficha Tecnica
- Direção Geral: Apóstolo Estevam Hernandes / Bispa Sônia Hernandes / Bispa Fernanda Hernandes
- Participações Especiais: Davi Sacer / Dj Alpiste / André Valadão / Banda DOPA
- Gravadora e Destribuidora: Sony Music
- Direção Artistica: Mauricio Soares
- Produção Musical: Edras Gallo
- Direção de Video: Hugo Pessoa